# Serge Aurier
Serge Aurier (n. 24 decembrie 1992, Ouaragahio, Gôh-Djiboua District⁠(d), Coasta de Fildeș) este un fotbalist ivorian și francez, care joacă pe post de fundaș lateral la Galatasaray în Süper Lig. Pe plan internațional, are prezențe la națională pentru Coasta de Fildeș.